# 宮崎県立宮崎農業高等学校
宮崎県立宮崎農業高等学校（みやざきけんりつ みやざきのうぎょうこうとうがっこう）は、宮崎県宮崎市大字恒久春日田に所在する公立の農業高等学校。

## 概要
歴史
1893年（明治26年）創立の「宮崎県獣医学校」を前身とする。数回の改編・改称を経て1948年（昭和23年）の学制改革により新制高等学校「宮崎県立宮崎大淀高等学校」の農業課程となる。1959年（昭和34年）に農業課程が分離し、「宮崎県立宮崎農業高等学校」として独立。現校名となった。2013年（平成25年）に創立120周年を迎えた。
設置課程・学科
全日制課程 5学科
- 生物工学科
- 生産流通科
- 食品工学科
- 環境工学科
- 生活文化科

校訓
「自尊独立・流汗悟道」
校章・校歌
ひともとのくろがねもちのつややかに茂るその葉よつぶらなる赤きその実よあめかぜにたえしいさおぞ
ゆるぎなく大地に立てり我らの栄光宮農宮農

## 沿革
旧制・農学校時代
- 1893年（明治26年）4月1日 - 「宮崎県獣医学校」として開校。
- 1900年（明治33年）4月1日 - 農学科を併置。
- 1902年（明治35年）9月1日 - 「宮崎県立農学校」に改称。
- 1903年（明治36年）4月1日 - 林学科を設置。
- 1905年（明治38年）
  - 4月1日 - 宮崎県立農事講習所が移管される。
  - 9月1日 - 養蚕別科を新設。
- 1901年（明治44年）3月31日 - 獣医学科を廃止。
- 1918年（大正7年）4月1日 - 県立農学校の増設により「宮崎県立宮崎農学校」と改称。農科・林科・養蚕科の3学科を設置。
- 1944年（昭和19年）11月 - 農業女子部を設置。
- 1946年（昭和21年）4月1日 - 修業年限が5年となる（ただし4年修了時点で卒業することができた）。
- 1947年（昭和22年）4月1日 - 学制改革（六・三制の実施）が行われる。
  - 旧制農学校としての募集を停止。
  - 新制中学校を併設し（以下・併設中学校）、農学校1・2年修了者を併設中学校2・3年生として収容。
  - 併設中学校は経過措置としてあくまで暫定的に設置されたため新たに生徒募集は行われず、在校生が2・3年生のみの中学校であった。
  - 農学校3・4年修了者はそのまま農学校4・5年生となった（ただし4年修了時点で卒業することができた）。
- 1948年（昭和23年）3月31日 - 学制改革により閉校。

新制高等学校
- 1948年（昭和23年）
  - 4月1日 - 宮崎市内の県立旧制中等教育学校3校が統合され、新制高等学校「宮崎県立宮崎大淀高等学校」が発足。
    - 県立旧中等学校3校 - 宮崎農学校、宮崎工業学校、宮崎第二高等女学校
    - 通常制[1]（普通課程・農業課程・工業課程）、定時制（農業課程・工業課程）を有する総合制の高等学校であった。
    - 旧3校の卒業者（5年修了者）を新制高校3年生、旧3校の4年修了者を新制高校2年生、併設中学校卒業者（3年修了者）を新制高校1年生として収容。
    - 旧3校の併設中学校も統合され「宮崎県立宮崎大淀高等学校 併設中学校」と称する。1946年（昭和21年）に旧制中等学校へ最後に入学した3年生のみとなる。

  - 12月4日 - 定時制の生目[2]分校（農業課程・家庭課程）を宮崎郡生目村の生目青年学校校舎に設置。
- 1949年（昭和24年）3月31日 - 併設中学校が廃止される。
- 1950年（昭和25年）5月26日 - 生目分校が生目村立生目中学校の南校舎に移転。
- 1952年（昭和27年）4月9日 - 生目分校が生目中学校の構内に移転。
- 1953年（昭和28年）5月26日 - 生目分校の校舎が老朽化により、再び生目中学校の南校舎に移転。
- 1956年（昭和31年）4月19日 - 生目村大字浮田に生目分校の独立校舎が完成し移転を完了。
- 1959年（昭和34年）
  - 4月1日- 宮崎県立宮崎大淀高等学校から農業課程が分離し「宮崎県立宮崎農業高等学校」（現校名）として独立。
    - 通常制農業課程（農業科・園芸科・林業科）と定時制農業課程を設置。
    - 農業課程の分離した宮崎県立宮崎大淀高等学校は1962年（昭和37年）に普通課程・家庭課程が宮崎県立宮崎第二高等学校として分離独立した後、1965年（昭和40年）に宮崎県立宮崎工業高等学校となった。

  - 7月 - 恒久城ヶ崎（現・宮崎市立恒久小学校校地）にあった旧校舎を宮崎市に移管。現在地に新校舎が完成し移転を完了。
- 1960年（昭和35年）4月1日 - 宮崎県立宮崎大淀高等学校から生目分校が移管される。
- 1964年（昭和39年）
  - 3月31日 - 生目分校を廃止。
  - 4月1日 - 生活科を設置。定時制農業課程の募集を停止。
- 1970年（昭和45年）- スクールバスの運行を開始。
- 1974年（昭和49年）4月1日 - 造園科を設置。農業・園芸・造園・林業・生活の5学科5学級体制となる。
- 1984年（昭和59年）12月 - 清武農場実習棟が完成。
- 1990年（平成3年）4月1日 - 既存の5学科（農業・園芸・造園・林業・生活）の募集を停止し、5学科（生物工学・生産流通・食品工学・環境工学・生活科学）を新設。
- 1991年（平成3年）から 1993年（平成5年）にかけて- 創立100周年を記念して校舎の大規模改修が行われる。
- 2002年（平成15年）12月 - 弓道場が完成。

## 部活動
運動部
- 陸上部
- サッカー部
- バレーボール部
- バスケットボール部
- 硬式テニス部
- ソフトテニス部
- 卓球部
- 野球部
- 弓道部
- レスリング部
- バドミントン部
- 水泳部

文化部
- 吹奏楽部
- 演劇部
- 写真部
- 放送部
- 美術部
- ESS
- ボランティア部
- 華道部
- 茶道部
- 食品開発部
- 農業土木部
- 園芸流通部
- 家庭科技術部

農業クラブ
- 生物工学科 - 生物工学班・生産技術班
- 生産流通科 - 生産技術班・流通班
- 食品工学科 - 食品化学班・応用微生物班・食品製造班
- 環境工学科 - CAD班・測量班

## 交通
最寄りの鉄道駅
- JR九州 日豊本線・日南線 「南宮崎駅」

最寄りのバス停
- 宮崎交通 「農高前」

最寄りの幹線道路
- 宮崎県道367号中村木崎線「農業高校前」交差点

## 主な卒業生
- 戸波雄輔(お笑いコンビ 嫁恐竜)

## 周辺
- 宮崎県立宮崎南高等学校
- 宮崎市立赤江中学校
- 宮崎市立宮崎南小学校
- 宮崎県赤十字血液センター
- 宮崎南警察署
- 宮崎南警察署月見ヶ丘警察官駐在所
- 八重川